# 終わらない歌 (井口裕香の曲)
『終わらない歌』（おわらないうた）は、井口裕香の11作目のシングル。2019年2月13日発売。発売元はワーナー・ブラザース ホームエンターテイメント。

## 解説
12thシングル「おなじ空の下で」と同時発売したシングルで、前作「革命前夜」から約3ヶ月ぶりとなるリリース。本作の表題曲は、前作に引き続きテレビアニメ『とある魔術の禁書目録III』のエンディングテーマに起用された。
本作はアーティスト盤（CD＋DVD）、アニメ盤（CD＋DVD）、通常盤（CD）の3形態で発売された。アニメ盤のみカップリング曲が異なっている。アーティスト盤には「終わらない歌」のミュージックビデオおよびメイキング映像と、TVCFを収録したDVDが付属している。アニメ盤は描きおろしイラストジャケットとなっており、『とある魔術の禁書目録III』のアニメ映像を使用したミュージックビデオが収録されたDVDが付属している。
ミュージックビデオは、九十九里浜で撮影された。当初は天体観測のシーン撮影も予定されていたが、それまでに印象的なシーンが多く撮れたために撮影されなかった。ホームビデオ感のある作品になっており、アスペクト比が4:3で作られている。
同時発売の「おなじ空の下で」と同日にミュージックビデオ撮影が行われ、それぞれがつながった内容になっている。「おなじ空の下で」のミュージックビデオを撮るまでのオフショットのようなスタンスで撮影されたが、実際に撮影が行われた順番は「終わらない歌」のほうが後である。
また、「終わらない歌」「おなじ空の下で」の発売記念番組が井口裕香 オフィシャルYouTubeチャンネルにて2回に分けて配信された。そのうち2回目の「発売記念特番」は、CD発売日の2019年2月13日に生配信された。

## 収録曲

### アーティスト盤、通常盤
CD
1. 終わらない歌 (4:00)
  - 作詞：zopp / 作曲：佐藤厚仁 / 編曲：華原大輔

テレビアニメ『とある魔術の禁書目録III』の後期エンディングテーマ。
井口曰く、包み込むだけじゃなくて一緒に歩んでいくような、前向きな光が感じられるミディアム・バラードの楽曲。レコーディングの際には、前作「革命前夜」のように凛々しく前を向いて戦うというよりは、自然体で力をなるべく抜いて歌うことを意識したと語っている[4]。
2. Turning Point (3:21)
  - 作詞：Satomi / 作曲・編曲：ヤナガワタカオ

今の井口が好きな雰囲気に挑戦した曲。今まで歌ってきていなくて新しい、でも聴き手にすっと受け入れてもらえるような曲を、数パターンの音源の中から選んだという[5]。
3. 終わらない歌 (Instrumental) (4:00)
4. Turning Point (Instrumental) (3:18)

DVD（アーティスト盤のみ）
1. “終わらない歌” (Music Video) (4:18)
ディレクター：橋本侑次朗
2. Behind the Scenes of “終わらない歌” (5:50)
3. TV-SPOT (0:18)

### アニメ盤
CD
1. 終わらない歌
2. timid (4:06)
  - 作詞・作曲：渡辺翔 / 編曲：大久保薫

曲自体は以前から存在していた。2ndアルバム『az you like...』の制作前に感じていた“他の誰かをどうしても気にしてしまう感じ”が描写されており、井口が自身を振り返るような歌詞にもなっている。表題曲「終わらない歌」とは頑張っている人への背中の押し方が違う楽曲になっており、「その場で立ち止まってもいいんだよ」というメッセージが込められている[5]。
3. 終わらない歌 (TV-size) (1:33)
4. 終わらない歌 (Instrumental)
5. timid (Instrumental) (4:04)

DVD
1. アニメ映像を使用したMusic Video (1:39)
『とある魔術の禁書目録III』の後期エンディング映像ではなく、『とある魔術の禁書目録』シリーズのインデックス出演シーンを繋ぎ合わせて編集された映像がTVサイズバージョンで収録されている。

## オリジナルトレカ
| ナンバリング           | 特典種別               | 対象                    | 備考 |
| 131-139 おなじ空の下で | 131-139 おなじ空の下で | 131-139 おなじ空の下で  | 131-139 おなじ空の下で |
| ---------------------- | ---------------------- | ----------------------- | --- |
| 140                    | イベント特典           | イベント当選者          | 「終わらない歌」「おなじ空の下で」2作同時発売記念 限定トレカお渡し会にて配布。 - 2019年2月17日(日) とらのあな秋葉原店C (2部制) - 2019年3月3日(日) アニメイト秋葉原 (2部制) - 2019年3月10日(日) - アニメイト大阪日本橋 - ゲーマーズなんば店 |
| 141                    | 封入特典               | アーティスト盤 CD購入者 | |
| 142                    | 店舗別特典 (先着順)    | アーティスト盤 CD購入者 | HMV |
| 143                    | 店舗別特典 (先着順)    | アーティスト盤 CD購入者 | ソフマップ |
| 144                    | 店舗別特典 (先着順)    | アーティスト盤 CD購入者 | とらのあな |
| 145                    | 店舗別特典 (先着順)    | アーティスト盤 CD購入者 | TSUTAYA |
| 146                    | 店舗別特典 (先着順)    | アーティスト盤 CD購入者 | アニメイト |
| 147                    | 店舗別特典 (先着順)    | アーティスト盤 CD購入者 | タワーレコード |
| 148                    | 店舗別特典 (先着順)    | アーティスト盤 CD購入者 | Amazon (オリジナルトレカ付き) |
| 149                    | 店舗別特典 (先着順)    | アーティスト盤 CD購入者 | ゲーマーズ |